# امیلی دوکن
امیلی دوکن  (به فرانسوی: Émilie Dequenne‎؛ ۲۹ اوت ۱۹۸۱ – ۱۶ مارس ۲۰۲۵) بازیگر اهل بلژیک بود.

## فعالیت هنری
امیلی دوکن در سال ۱۹۹۹ با نقش آفرینی در فیلم رزتا توانست عنوان بهترین بازیگر زن جشنواره فیلم کن را کسب کند. دوکن با بازی در فیلم برادری گرگ به شهرت بیشتری دست یافت. وی در سال ۲۰۰۹ در فیلم دختری در قطار با کاترین دنو هم‌بازی بود.

## بخشی از فیلم‌شناسی
- رزتا (محصول ۱۹۹۹ به کارگردانی برادران داردن)
- بله، اما... (محصول ۲۰۰۱ به کارگردانی ایو لاواندیه)
- برادری گرگ (محصول ۲۰۰۱ به کارگردانی کریستف گان)
- پل سن لوئیس ری (محصول ۲۰۰۴ به کارگردانی مری مک‌گاکیان)
- مولن بزرگ (محصول ۲۰۰۶ به کارگردانی جان-دنیل ورهاگ)
- موبیوس (محصول ۲۰۱۲ به کارگردانی اریک روچنت)
- از دست رفته (محصول ۲۰۱۴ به کارگردانی تام شینکلند)
- نزدیک (محصول ۲۰۲۲ به کارگردانی لوکاس دونت)

## درگذشت
امیلی دوکن در ۱۶ مارس ۲۰۲۵ در بیمارستانی در ویلژوئیف، فرانسه در سن ۴۳ سالگی برای بیماری سرطان درگذشت.